# سیاچقا (ملایر)
سیاچقا یک روستا در ایران است که در بخش زند شهرستان ملایر در استان همدان واقع شده‌است.

## جمعیت
این روستا در دهستان کمازان علیا قرار دارد و براساس سرشماری مرکز آمار ایران در سال ۱۳۸۵، جمعیت آن ۱۱۷ نفر (۲۸ خانوار) بوده‌است.